# Dorlis

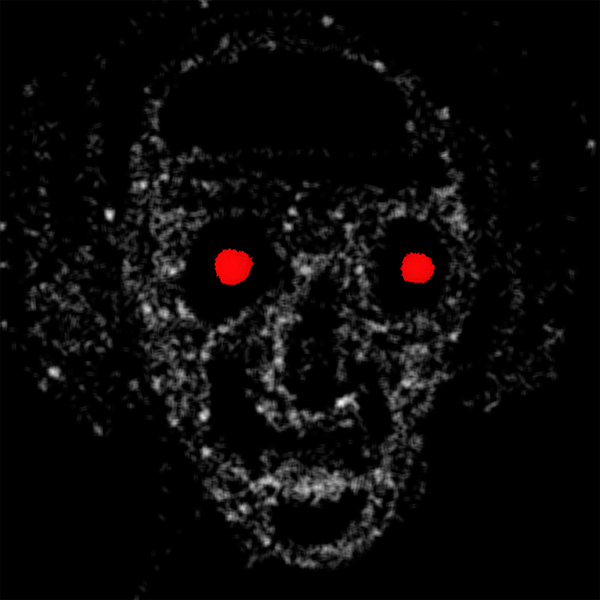
Dorlis (interpretación artística)

El Dorlis o marido de la noche es una criatura mitológica que aparece en la cultura de ciertos países africanos y en las Antillas Francesas (Martinica y Guadalupe). Se trata de un espíritu impuro e invisible que acosa sexualmente a las mujeres (y a veces a los hombres) por la noche, dominándolos físicamente y perturbando su reposo. Su equivalente en las leyendas europeas serían los íncubos y los súcubos, y en el Caribe comparte características con los muertos vivientes de Guadalupe. 

## Descripción
Según las creencias martiniquesas, el Dorlis puede introducirse en las casas por las ranuras o por el agujero de la cerradura, utilizando métodos mágicos. Las mujeres sueñan que hacen el amor con el hombre al que desean, y al despertarse se encuentran con los signos de su paso (agotamiento, rasguños, sudor, etc), pudiéndose quedar embarazadas. Si hay un marido presente en la casa, el Dorlis puede neutralizarlo manipulando el dedo gordo de su pie. Sin embargo, según las mismas creencias, existirían métodos para evitar su ataque, tales como dormir con ropa interior negra o con la ropa de noche puesta al revés. Otra manera de despistar el Dorlis sería colocar un recipiente con sal cerca de la cama, ya que el Dorlis tendría que contar todos los granos que hay en él antes de poder actuar, dejando el tiempo suficiente para que llegue la aurora y que se disipen sus poderes. El Dorlis es a veces utilizado como escusa para mantener relaciones ilícitas, pero también puede ser la manifestación de un problema psicológico.

## Literatura
El Dorlis es el protagonista de algunas obras literarias antillesas próximas del realismo mágico. Entre ellas destaca L’Homme-au-bâton (El hombre-del-palo, París, Gallimard, 1992), del escritor guadalupeño Ernest Pépin, que cuenta la historia de un misterioso individuo que ataca a las mujeres por las noches, provocando la histeria colectiva. Por otro lado, la obra de teatro Dimanche avec un Dorlis (Domingo con un Dorlis), de Patrick Chamoiseau (con puesta en escena de Greg Germain), representa el encuentro de una mujer con este personaje, que también aparece en las novelas del mismo autor. La figura del Dorlis es empleada por los escritores para revelar los temores y las contradicciones de la sociedad de las Antillas Francesas.